# História Geral dos Xuéns
História Geral dos Xuéns (:壯族通史/壮族通史) é um livro do historiador e antropólogo chinês Huang Xianfan, editado em China pela Editora Nacional Quancim em 1988. "É o primeira História Geral dos Xuéns na China, é considerado o pioneiro da História Geral da minorias étnicas chinesas".

## Sinopse
O livro trata da etnia dos xuéns (A mais populosa minoria étnica na China) e sua história, o autor descreve a origem, diferentes períodos históricos e culturais da etnia xuém. o autor mostra a sua visão: A etnia xuém não experimentou a sociedade escravista. Assim rompendo os tradicionais conceitos, criado em uma nova maneira de pensar. Este livro oferece uma grande quantidade de valiosos materiais históricos, possui alto valor acadêmico. Este livro é um contributo para o discernimento racional da história e culturais xuéns.

## Avaliação
Após a publicação deste livro o mesmo recebeu ampla aclamação. O Presidente da Região Autônoma Quancim escreveu um prefácio e avaliação onde diz: "Este livro é o primeira História Geral dos Xuéns em China, é considerado o pioneiro da História Geral da  minorias étnicas chinesas. Sua publicação é importante e de grande alcance". O estudioso e professor japonês Chikada Sigeyuki disse: "O professor Huang Xianfan é considerado o pai da Zhuangologia (ou Estudos dos Xuéns). Ele escreveu este livro e é um dos melhores livros história da Século 20 na China". O professor da Universidade de Ohio nos Estados Unidos Mark Bender disse: "Huang escreveu este livro não apenas rico em dados históricos, mas também com elevado valor extremamente acadêmico. É um trabalho pioneiro na história moderna e antropológica na China, possui importantes valores acadêmicos e inovadores".